# 一宮章一
一宮 章一（いちみや しょういち、1969年2月14日 - ）は、日本のプロレスラー。東京都北区出身。DDTプロレスリング前社長。
父は先代・高砂親方（元小結・富士錦）こと一宮章。元横綱朝青龍のマネージャーだった一宮章広は実弟。それが縁でサンデージャポンの朝青龍関連コーナーに頻繁に登場。

## 経歴
立教高校時代は野球をしていた。父・章の影響で学生時代は相撲をしていたが、大相撲へは行かず1997年にWARに入門、7月16日にデビュー。
同団体が1999年に解散後はフリーとしてIWA・JAPANなどに参戦、ゴージャス松野の宿敵としてサンデージャポンに度々出演し知名度を上げる。
2002年からDDTプロレスリングに定着、2003年には社長に就任した。2004年には松野もDDTに移籍している。
「偽造王」と称して、橋本真也、高山善廣、ブル中野、北斗晶などの物真似をしながら試合をすることが多かった（特に北斗の物真似は、対戦相手であった佐々木健介（北斗の夫）が笑いを堪えきれず、試合がなかなか始まらなかったほどである）。
2005年12月28日をもって現役引退。
2006年新宿プロレスEXにて復帰。
2007年6月5日、チケット販売会社「チケット&トラベルT-1」主催「T-1スペシャル」新木場1stRING大会に折原昌夫の偽造・折原偽夫として篠原光と対戦。6月27日「T-1グランプリ」新宿FACEでは、堀田祐美子の偽造・堀田偽美子として、浦井百合&桜井亜矢と組んで、二見理（ふたみ おさむ、「T-1」代表取締役社長、興行の主催者）&T-1マスク2号&高原智美組と対戦。
その後は、「ガッツワールド」を中心にフリーとして活動。
2010年3月11日、「MAP」の旗揚げを発表。しかしMAPは旗揚げ戦を行ったのみで開店休業状態になる。
2014年、フリーとしてアパッチプロレス軍に参戦。
現在はゴルフのインストラクターを行っている。
ベストスコア75

## 人物
金髪の巨体という典型的な悪役レスラーの外見に関わらず根は生真面目。「プロレスを舐めるな」とゴージャス松野と激しく対立し、松野がウケ狙いで司法試験を受験した時には「真面目に勉強して受ける受験者に対して失礼だろ！」と悪役レスラーらしくない正論で説教したこともある。
過去に偽造した運転免許を所持していた容疑で逮捕され、それが偽造をするきっかけとなる。

## 主な偽装ネーム
- 高偽三四郎（高木三四郎）
- は偽本真也（橋本真也）
- 偽沢光晴（三沢光晴）
- マ偽ナムTOKYO（マグナムTOKYO）
- 葛西偽ゅん（葛西純）
- 電げ偽ネットワーク（電撃ネットワーク）
- ポイズン一宮偽ュリー（ポイズン澤田JULIE）
- 高山善偽ろ（高山善廣）
- 北斗ア偽ラ（北斗晶）
- ターザン偽藤（ターザン後藤）
- 大偽田厚（大仁田厚）
- 一宮偽ンタロー（金村キンタロー）
- カート・アン偽ル（カート・アングル）

## タイトル歴
DDTプロレスリング
- KO-D無差別級王座: 第16代
- KO-Dタッグ王座
  - 第9代（パートナーは諸橋晴也
- アイアンマンヘビーメタル級王座: 20回
  - 第71代（一宮偽ンタロー）、第73代、第76代、第79代、第81代、第83代（高偽三四郎）、第87代、第98代、第151代、第153代、第158代（マ偽ナムTOKYO）、第163代（マ偽ナムTOKYO）、第165代、第167代、第170代、第175代、第711代（高偽三四郎）、第714代、第716代、第720代（ターザン偽藤）

IWA・JAPAN
- IWA世界タッグ王座
  - 第7代（パートナーは泉田純）

アパッチプロレス軍
- WEWタッグ王座
  - 第16代（パートナーは橋本友彦）

ガッツワールドプロレスリング
- GWC認定6人タッグ王座
  - 第2代（パートナーはダイスケ、浦井百合）

## 戦績
| 総合格闘技 戦績 | 総合格闘技 戦績 | 総合格闘技 戦績 | 総合格闘技 戦績 | 総合格闘技 戦績 | 総合格闘技 戦績 | 総合格闘技 戦績 |
| --------------- | --------------- | --------------- | --------------- | --------------- | --------------- | --------------- |
| 3 試合          | (T)KO           | 一本            | 判定            | その他          | 引き分け        | 無効試合        |
| 0 勝            | 0               | 0               | 0               | 0               | 1               | 0               |
| 2 敗            | 0               | 2               | 0               | 0               | 1               | 0               |

| 勝敗 | 対戦相手    | 試合結果                   | 大会名                                  | 開催年月日    |
| ×    | クラフターM | 1R 3:39 チョークスリーパー | DEEP 10th IMPACT in KORAKUEN HALL       | 2003年6月25日 |
| △    | アステカ    | 5分3R終了 判定1-0          | DEEP2001 7th IMPACT in DIFFER ARIAKE    | 2002年12月8日 |
| ×    | 大久保一樹  | 1R 2:41 腕ひしぎ十字固め   | DEEP2001 6th IMPACT in ARIAKE COLOSSEUM | 2002年9月7日  |